# Betfair
Betfair — це компанія, що займається азартними онлайн-іграми, та керує найбільшою біржею онлайн-ставок . Також вона пропонує послуги спортивного букмекера (ставки з фіксованими коефіцієнтами), онлайн-казино, онлайн-покер та онлайн-бінго. Штаб-квартира компанії розташована в Хаммерсміті у Великому Лондоні, Англія, та Клонске, Дублін, Ірландія.
Компанію було зареєстровано на Лондонській фондовій біржі як Betfair Group plc, поки вона не об'єдналася з Paddy Power, створивши Paddy Power Betfair (тепер Flutter Entertainment) 2 лютого 2016 року.

## Історія
Компанія була заснована в червні 2000 року Ендрю Блеком та Едвардом Реєм. Softbank придбав 23 % Betfair 2006 року, оцінивши компанію в 1,5 млрд фунтів. У грудні 2006 року Betfair завершив купівлю компанії Timeform (яка працювала під назвою Portway Press Ltd).
В січні 2021 року Coljuegos, регулювальний орган Колумбії, надав Betfair п'ятилітню ліцензію на організацію азартних ігор у країні. Щоб почати працювати на колумбійському ринку, в жовтні 2020 року Betfair уклав угоду з BtoBet.